# Paris-Seychelles
Paris-Seychelles is een nummer van de Franse zanger Julien Doré uit 2013. Het is de eerste single van zijn derde studioalbum Løve.
In "Paris-Seychelles" zingt de ik-figuur over hoe hij op reis gaat met zijn vriendin, op wie hij stapelverliefd is. Het nummer leverde Doré een (radio)hit op in Franstalig Europa. In Frankrijk kwam het tot de 11e positie, terwijl in Wallonië de 38e positie werd gehaald.